# Jojo Rabbit
Jojo Rabbit ist eine US-amerikanische Kriegstragikomödie von Taika Waititi. In der Leinwandadaption von Christine Leunens’ Roman Caging Skies entdeckt ein 10-jähriger, begeisterter Hitlerjunge, dass seine Mutter eine Jüdin im Haus versteckt, und berät sich mit seinem imaginären Freund Adolf Hitler. Der Film gewann den Publikumspreis des Filmfestivals von Toronto 2019. Am 18. Oktober 2019 kam er in ausgewählte US-Kinos und lief am 23. Januar 2020 in den deutschen Kinos an.
Im Rahmen der Oscarverleihung 2020 erhielt Jojo Rabbit insgesamt sechs Nominierungen, unter anderem als bester Film und Scarlett Johansson als beste Nebendarstellerin. Waititi erhielt die Auszeichnung für das beste adaptierte Drehbuch.

## Handlung
In den letzten Monaten des Zweiten Weltkrieges ist der 10-jährige Johannes Betzler ein begeistertes Mitglied der Hitlerjugend. Er hat einen imaginären besten Freund in der Gestalt von Adolf Hitler, der ihm zur Seite steht. Sein Vater ist in Italien an der Front, seine Schwester Inge ist kürzlich verstorben, was den Behörden allerdings nicht bekannt ist.
Als Johannes zusammen mit seinem zweitbesten Freund Yorki an einem paramilitärischen Jugendlager unter der Führung von Hauptmann Klenzendorf teilnimmt, soll er ein Kaninchen töten, um seine Fähigkeit zum Töten zu beweisen. Als er dies nicht über das Herz bringt, wird er von seinen Vorgesetzten und Kameraden ausgelacht und erhält den Spitznamen „Jojo Hasenfuß“ (im englischen Original „Jojo Rabbit“). Sein imaginärer Freund Adolf spricht ihm jedoch Mut zu, woraufhin Jojo allen zeigen möchte, dass er kein Feigling ist. Beim Handgranatenwerfen will er besonders beherzt auftreten, doch es kommt zu einem Unfall: Er wirft die Granate so, dass sie auf einen Baum trifft und zurückprallt. Dadurch explodiert sie in der Nähe von Jojo. Nach einer Krankenhausbehandlung ist sein Gesicht entstellt und er hinkt.
Zurück in seiner Heimat wird Jojo von Fräulein Rahm für einen Monat von der Schule befreit, da er mit seinem Gesicht die anderen Schulkinder verängstigen könnte. Während er deshalb tagsüber zu Hause ist, hört er Geräusche aus dem Dachgeschoss, wo er hinter einer Kniestocktür die Jüdin Elsa Korr entdeckt. Er erschrickt furchtbar, da er grässliche Geschichten über die Juden gehört hat. Sie offenbart ihm, dass sie dort von seiner Mutter Rosie versteckt wurde, und droht damit, ihn und seine Mutter als Mittäter zu beschuldigen, sollte sie von Jojo verraten werden. Aus dieser Zwickmühle heraus vereinbaren beide, niemand anderem von ihrer Bekanntschaft zu erzählen. Wenig später schnappt Jojo von Klenzendorf auf, dass ein Buch, das beschreibt, woran man einen Juden erkennen könne, eine gute Idee wäre. So sucht er täglich die Gesellschaft von Elsa, um sie über die „jüdische Rasse“ auszufragen. Elsa bedient bei ihren Gesprächen die Vorurteile der Nazis über ihr Volk und überspitzt sie satirisch. Im Gegenzug fälscht Jojo Briefe von Elsas Freund Nathan, der im Widerstand in Paris kämpft, zuerst, um sie zu verletzen, später, um zu trösten.
Eines Tages bekommen Jojo und Elsa Besuch von der Gestapo unter der Führung von Hauptmann Deertz. Auch Klenzendorf stößt wenig später zum Geschehen. Die Beamten untersuchen das Haus, sind von Jojos Treue zu Hitler angetan, werden allerdings auch auf sein fehlendes HJ-Fahrtenmesser aufmerksam, das ihm zuvor von Elsa abgenommen wurde. Um weitere Nachforschungen zu vermeiden, stellt sich Elsa gegenüber der Gestapo als Jojos Schwester Inge vor und wird von Deertz aufgefordert, sich auszuweisen. Zwar findet Elsa Inges Pass, macht aber bei der Abfrage der persönlichen Daten durch Klenzendorf einen Fehler beim Geburtsdatum. Zu ihrer Überraschung wird sie vom Hauptmann nicht verraten, woraufhin die Gestapo wieder abzieht. Mit der Zeit erkennt Jojo, dass er Gefühle für Elsa hegt. Als er wenig später jedoch seine Mutter, die sich heimlich im Widerstand engagiert hat, auf dem Marktplatz erhängt vorfindet, macht er Elsa dafür verantwortlich und verletzt sie, von Adolf angespornt, leicht mit seinem Messer.
Als Jojo auf Yorki trifft, der mittlerweile Soldat ist, erzählt ihm dieser, dass Hitler Selbstmord begangen hat und die Stadt von den Alliierten umzingelt ist. Nur kurze Zeit darauf beginnt ein Kampf in der Stadt, bei dem Fräulein Rahm andere Kinder aus der Hitlerjugend mit Waffen ins Gefecht schickt. Jojo flieht jedoch und findet sich so am nächsten Morgen in der von den Alliierten kontrollierten Trümmerstadt wieder. Sowjetische Kämpfer treiben deutsche Soldaten, darunter auch Jojo, in einen Hinterhof. Der ebenfalls anwesende Klenzendorf reißt Jojo seine Uniformjacke, die er von Fräulein Rahm bekam, vom Körper und bezeichnet ihn gegenüber den Alliierten als Juden, woraufhin er laufen gelassen wird. Zuhause erzählt er Elsa zunächst aus Angst, sie zu verlieren, dass die Deutschen den Krieg gewonnen hätten. Als sie ihm offenbart, dass Nathan schon vor einiger Zeit verstorben ist, gesteht Jojo ihr seine Liebe, die von ihr aber nur auf einer geschwisterlichen Basis erwidert wird. Jojo befördert Adolf mit einem Tritt aus dem Fenster. Gemeinsam setzen er und Elsa daraufhin erste tanzende Schritte in eine freie Welt.

## Literarische Vorlage
Der Film basiert auf dem Roman Caging Skies der neuseeländisch-belgischen Schriftstellerin Christine Leunens aus dem Jahr 2004.
Dieser spielt im Wiener Bezirk Ottakring zur Zeit des Anschlusses Österreichs an das Deutsche Reich. Der junge Johannes Betzler, begeistertes Mitglied der Hitlerjugend, ist entsetzt, als er entdeckt, dass seine Eltern eine junge Jüdin namens Elsa hinter einer falschen Wand in ihrem Haus verstecken. Anfänglich weiß er nicht mit der Situation umzugehen. Doch seine anfängliche Abneigung gegenüber Elsa wird zu Interesse und steigert sich bis hin zu Liebe und Besessenheit. Nach dem Verschwinden seiner Eltern stellt Johannes fest, dass er der einzige ist, der über Elsas Existenz im Haus Bescheid weiß, und damit auch der einzige, der für ihr Überleben verantwortlich ist. Er fürchtet, dass ein Ende des Krieges auch ein Ende seiner Beziehung zu ihr bedeuten könnte. Im Vergleich zum Film ist Johannes am Ende des Krieges wesentlich älter und hält Elsa gegenüber die Lüge des von den Achsenmächten gewonnenen Krieges noch über Jahre hinweg aufrecht.
Basierend auf dem Roman verfasste Desiree Gezentsvey bereits 2017 ein gleichnamiges Theaterstück. Waititi gab zu, das Buch nur zur Hälfte gelesen zu haben.

## Filmaufbau
Die berühmte Fox-Fanfare zum Filmbeginn wurde durch fiktives deutsches Liedgut ersetzt, im folgenden Vorspann wird der Song Komm, gib mir deine Hand der Beatles gespielt, begleitet von NS-Propaganda aus alten Wochenschau-Aufnahmen mit frenetischen Massen und „Sieg Heil!“-Rufen. Regisseur Taika Waititi sah darin nach eigenen Angaben die beste Möglichkeit, einem zeitgenössischen Publikum die Wirkung der NS-Propaganda zu verdeutlichen. Zum Abspann ist Helden von David Bowie zu hören. Zudem wird auf einer Texttafel Rainer Maria Rilkes Stunden-Buch zitiert: „Lass dir Alles geschehn: Schönheit und Schrecken. Man muss nur gehn: Kein Gefühl ist das fernste.“

## Produktion

### Stab und Besetzung

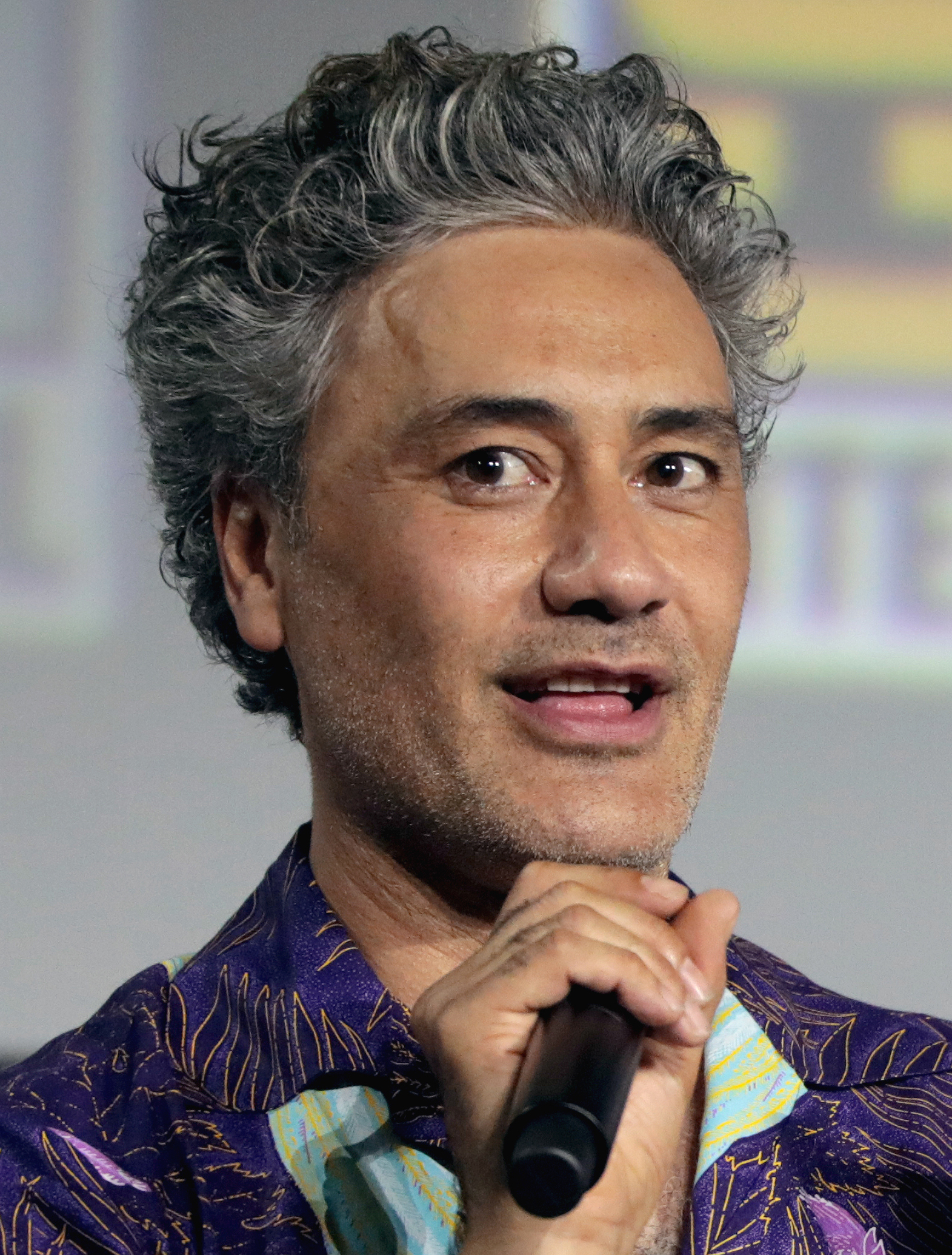
Regisseur Taika Waititi auf der San Diego Comic-Con im Juli 2019

Regie führte Taika Waititi, der auch das Drehbuch für seinen Film schrieb. Seine Drehbuchadaption landete 2012 auf der Blacklist der besten unverfilmten Ideen Hollywoods. In einer Pressemitteilung um den Drehbeginn herum sagte der Regisseur: „Ich bin ganz heiß darauf, mit dem Dreh meiner Anti-Kriegs-Satire zu beginnen. Wir haben einen unglaublichen Cast versammelt, und ich könnte nicht begeisterter sein, die Nazis und ihre Überzeugungen zu veralbern. Dieser Film wird eine Menge Rassisten anpissen und das macht mich sehr glücklich.“
Waititi verkörpert im Film zudem die imaginäre Version von Adolf Hitler. Eine frühere Beschreibung der Figur in The Wrap deutet darauf hin, dass diese nicht als eine sympathische Version Hitlers gedacht sei, sondern als Versuch des Jungen, sich einen idealisierten Vater vorzustellen. Der Junge, der mit der Propaganda der Nazis bombardiert wird, stelle sich eine Figur vor, die eine Kombination aus Vater und Hitler sei. Die Titelrolle erhielt der Kinderdarsteller Roman Griffin Davis, Sohn des Kameramanns Ben Davis und der Regisseurin Camille Griffin. Im Film heißt die Figur Jojo, im Roman Johannes Betzler. Es handelte sich um Davis’ erste Filmrolle überhaupt. Sam Rockwell spielt Hauptmann Klenzendorf, einen Offizier des Heeres und Ausbilder der Hitlerjugend. Des Weiteren befinden sich Rebel Wilson, Thomasin McKenzie und Scarlett Johansson auf der Besetzungsliste. Letztere spielt Jojos Mutter. Waititi verwandelte in seinem Film Rosie Betzler in eine alleinerziehende Mutter und erklärte: „Es gibt viele starke Frauen in meinem Leben, deshalb wollte ich auch, dass dies eine Geschichte über eine wirklich starke alleinstehende Mutter ist, die versucht, ihren Sohn und andere aus dieser schrecklichen Situation zu retten, gleichzeitig aber versucht sie auch, Jojos Unschuld zu bewahren.“ Ein wichtiger Prüfstein bei der Gestaltung dieser Figur sei für Waititi Martin Scorseses Alice lebt hier nicht mehr gewesen, da er Ellen Burstyns Darstellung der Hausfrau und Mutter Alice Hyatt immer geliebt habe und sie ihn an seine eigene Mutter erinnerte. Alfie Allen spielt den Nazi Finkel. Hauptdarsteller Davis’ jüngere Brüder, die Zwillinge Gilby Griffin Davis und Hardy Griffin Davis, spielen im Film die Nazi-Klone.

### Dreharbeiten und Ausstattung

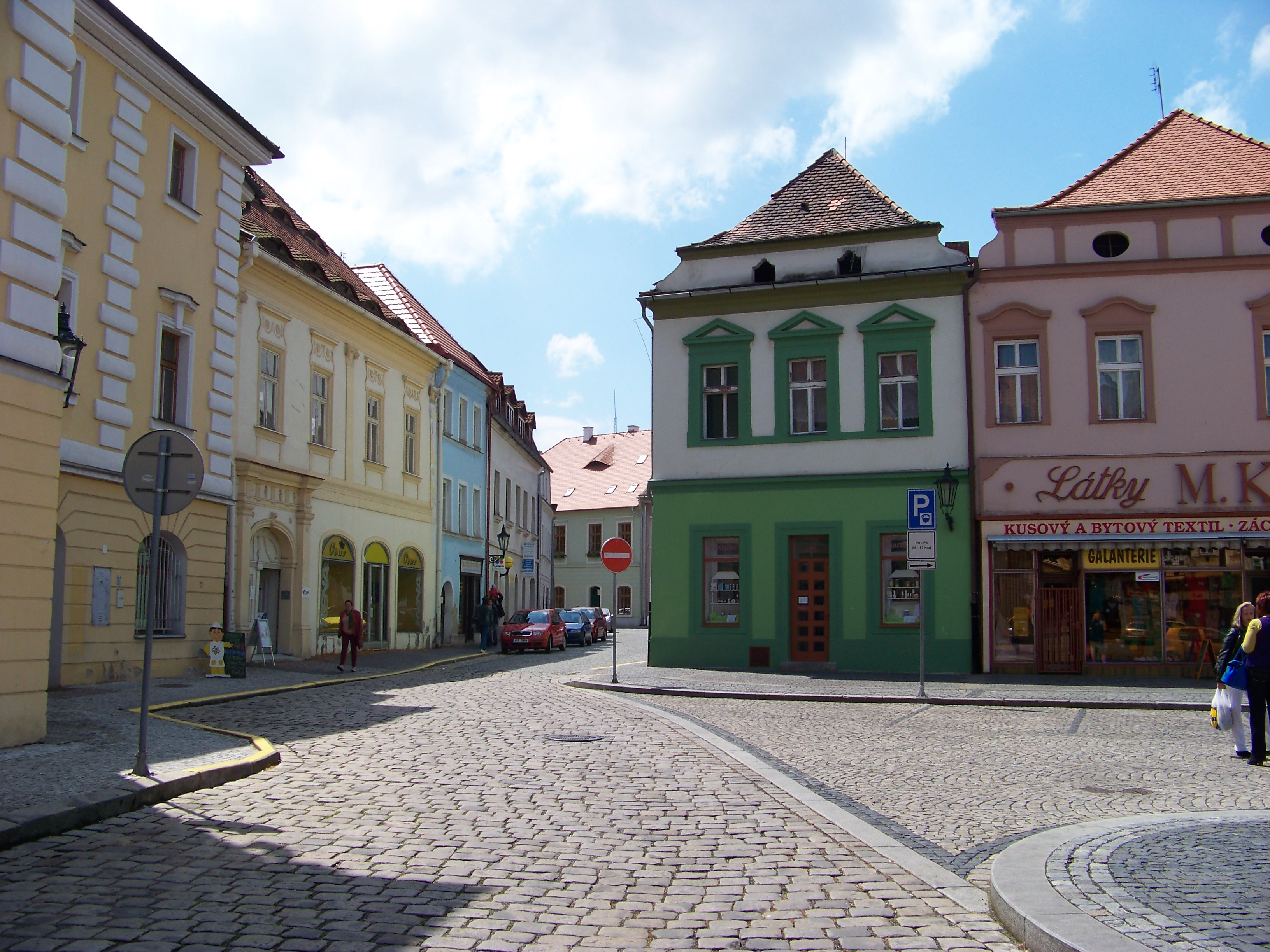
Der Náměstí Svobody in Žatec

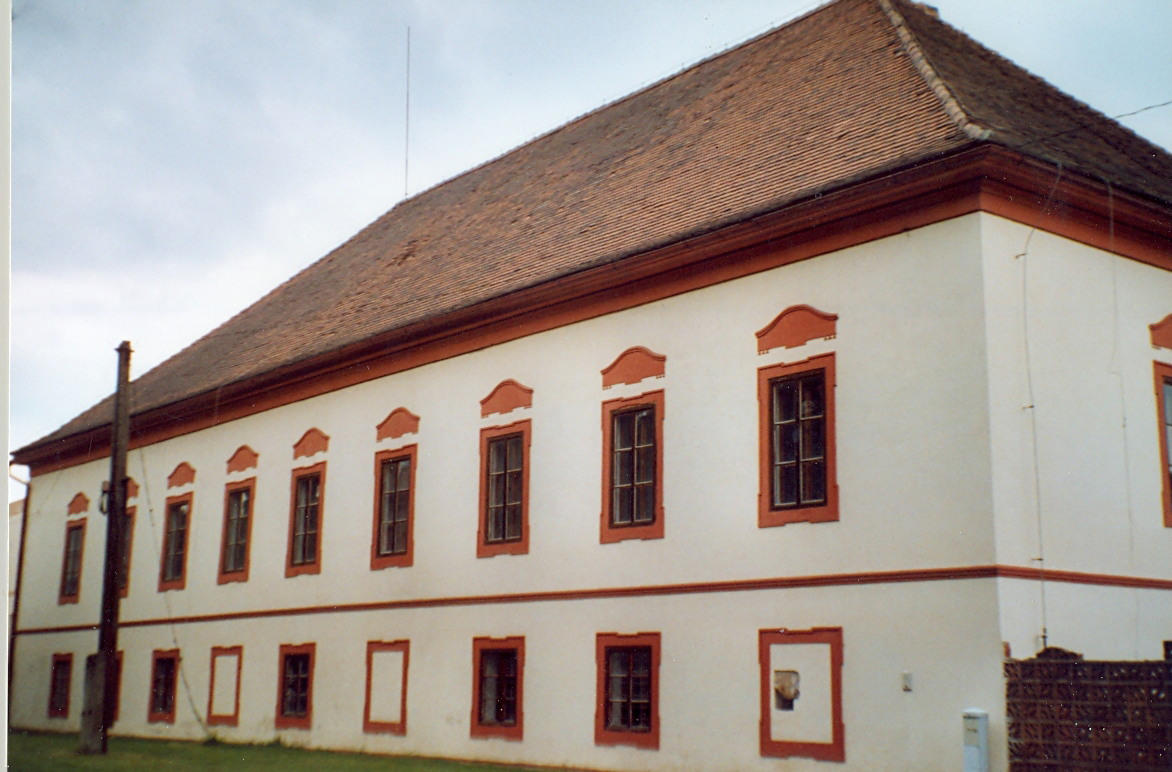
Die ehemalige Zuckerfabrik Lenešice in Žatec

Die Produktion begann Ende Mai 2018. Die Dreharbeiten fanden im Juni und Juli 2018 in und um die tschechische Hauptstadt Prag herum statt, so am Palais Petschek. In den Prager Barrandov Studios wurden die meisten Innensets gebaut, so das Innere des Wohnhauses der Betzlers, das das Herzstück der Geschichte bildet. Das Grunddesign des Sets zeichnet sich durch elegante Details wie dicke Türrahmen, tief in die Steinmauern eingelassene Fenster, einen holzgetäfelten Flur und eine geschwungene Treppe aus. Das Konzept war, dass Rosie und ihr Ehemann nicht extrem wohlhabend waren, jedoch wohlhabend genug, um ein Haus mit drei Schlafzimmern zu haben. Szenen mit zerstörten Gebäuden während des Krieges wurden in der ehemaligen Zuckerfabrik Lenešice gedreht. Der größte Teil der Außenaufnahmen entstand in den Städten Žatec, wo man unter anderem am Náměstí Svobody drehte, und in Úštěk, die Jojos fiktiver Heimatstadt Falkenheim als Kulisse dienten. Da dies Orte waren, die nie bombardiert wurden, haben Gebäude aus der Vorkriegszeit den alten, märchenhaften Look bewahrt. „Wir haben uns für diese Städte entschieden, weil sie so viel Charakter haben und das Gefühl vermitteln, die deutscheste aller tschechischen Städte zu sein, die wir besucht haben, mit viel Barockarchitektur im deutschen Stil“, erklärte Szenenbildner Ra Vincent. Zur Arbeit in den Prager Barrandov Studios bemerkte Vincent, diese seien ein geeigneter Drehort für eine Satire über den Zweiten Weltkrieg gewesen, weil in diesem Studio während der Besetzung Nazi-Propaganda produziert wurde, was sich wie eine Art poetische Gerechtigkeit anfühle.
Der in Rumänien geborene Kameramann Mihai Malaimare Jr. merkte an, er habe bei den Dreharbeiten in Nordtschechien die kreative Freiheit gehabt, nach der man sich in seinem Beruf oft sehne: „Oft versucht man in einem historischen Film, die Zeichen der modernen Welt mit Kamerawinkeln und Beleuchtung zu verbergen, aber hier sah alles so gut und authentisch aus und es gab so viele Details in alle Richtungen, dass wir so viele weitere Optionen hatten.“ So habe es keine störenden Kabel, Klimaanlagen oder ähnliches gegeben, was an das 21. Jahrhundert erinnere, was den Luxus zur Folge hatte, sich bei der Arbeit frei bewegen und um 360 Grad drehen zu können. Im Februar 2019 wurde bekannt, dass für den Film Nachdrehs erfolgten. Diese wurden noch im gleichen Monat beendet.

### Filmmusik und Soundtracks
Die Filmmusik komponierte der Oscar-Preisträger Michael Giacchino. Der Soundtrack, der insgesamt 12 Musikstücke umfasst, wurde am 18. Oktober 2019 von Hollywood Records als Download veröffentlicht. Neben drei Filmmusikstücken von Giacchino finden sich darauf Songs, so Komm, gib mir deine Hand von den Beatles, Helden von David Bowie, I Don’t Wanna Grow Up von Tom Waits, Mama von Roy Orbison und Everybody’s Gotta Live von LOVE, zudem zwei klassische Musikstücke, eines aus der Oper Faust von Charles Gounod und Frühlingsstimmen von Johann Strauss Sohn. Ein separates Album mit der kompletten Filmmusik von Giacchino wurde zum gleichen Zeitpunkt veröffentlicht. Im Rahmen der Grammy Awards 2021 erhielt die Aufnahme eine Nominierung als Best Compilation Soundtrack for Visual Media.

### Marketing und Veröffentlichung
Am 23. Juli 2019 wurde ein erster Trailer vorgestellt. Am 8. September 2019 feierte der Film beim Toronto International Film Festival im Rahmen der Special Presentations seine Weltpremiere und kam am 18. Oktober 2019 in ausgewählte US-Kinos. Zuvor wurde er im September 2019 beim Fantastic Fest in Austin gezeigt und feierte hier seine US-Premiere. Anfang Oktober 2019 wurde er beim London Film Festival vorgestellt, Ende des Monats auch bei den Internationalen Hofer Filmtagen. Ein Kinostart in Deutschland erfolgte am 23. Januar 2020. Zuvor wurde er im Rahmen der Fantasy Filmfest White Nights gezeigt.
Jojo Rabbit erschien in den Vereinigten Staaten am 4. Februar digital und am 18. Februar 2020 auf DVD und Blu-ray. Der deutsche Heimkinostart erfolgte am 21. Mai 2020 digital. Seit dem 4. Juni 2020 ist der Film zusätzlich auf digitalen Datenträgern erhältlich.

## Synchronisation
Die deutsche Synchronisation entstand unter der Dialogregie von Axel Malzacher nach einem Dialogbuch von Michael Schlimgen im Auftrag von Film- & Fernseh-Synchron.
| Rolle                   | Darsteller          | Synchronsprecher  |
| ----------------------- | ------------------- | ----------------- |
| Johannes „Jojo“ Betzler | Roman Griffin Davis | Moritz Hübscher   |
| Rosie Betzler           | Scarlett Johansson  | Luise Helm        |
| Elsa Korr               | Thomasin McKenzie   | Yamuna Kemmerling |
| Imaginärer Adolf Hitler | Taika Waititi       | Marius Clarén     |
| Hauptmann Klenzendorf   | Sam Rockwell        | Dietmar Wunder    |
| Fräulein Rahm           | Rebel Wilson        | Uschi Hugo        |
| Finkel                  | Alfie Allen         | Amadeus Strobl    |
| Yorki                   | Archie Yates        | Kian Weichert     |
| Hauptmann Deertz        | Stephen Merchant    | Alexander Doering |
| Herr Frosch             | Billy Rayner        | Axel Malzacher    |
| Herr Klum               | Gabriel Andrews     | Patrick Giese     |
| Herr Mueller            | Brian Caspe         | Lasse Dreyer      |

## Rezeption

### Altersfreigabe und Filmgenre
In den USA wurde der Film von der MPAA als PG-13 eingestuft. In Deutschland wurde er von der FSK ab 12 Jahren freigegeben. In der Freigabebegründung heißt es, der satirisch-verspielte Film vermische Ebenen von Phantasie und Realität und warte mit zahlreichen bis ins Groteske gehenden Übertreibungen und Slapstick-Elementen auf. Einzelne dramatische Wendungen und bedrohliche Szenen könnten Kinder unter 12 Jahren irritieren und überfordern, da sie die ironische Haltung des Films noch nicht entschlüsseln können.
Die Deutsche Film- und Medienbewertung versah den Film mit dem Prädikat besonders wertvoll. In der Jury-Begründung heißt es, ein europäischer Regisseur hätte diese Elemente wohl nicht so fantasievoll und unbeschwert vermischt wie Waititi. Sein Ansatz, vom Dritten Reich mit den Mitteln der Popkultur zu erzählen, bringe er bei seiner Musikauswahl sehr komisch auf den Punkt: „Taika Waititi inszeniert seinen Film am Anfang mit viel anarchistischem Witz und zeichnet seine Figuren als absurde Karikaturen. Doch später wird sein Ton immer ernster und einige der Figuren wie etwa die alleinerziehende Mutter des Protagonisten bekommen eine überraschende Tiefe, sodass ihr Schicksal sehr berührt.“

### Kritiken und Einspielergebnis
Der Film konnte 80 Prozent aller Kritiker bei Rotten Tomatoes überzeugen und erhielt hierbei eine durchschnittliche Bewertung von 7,6 der möglichen 10 Punkte. Auf Metacritic erhielt der Film einen Metascore von 58 von 100 möglichen Punkten.
In der Frankfurter Allgemeinen Zeitung schreibt Bert Rebhandl, der Film sei bis in die Nebenrollen perfekt besetzt, und eine klug zugespitzte Dramaturgie zeuge davon, dass die Nazivergangenheit zumindest in der größten Unterhaltungsindustrie der Welt nicht mehr bewältigt werden müsse, sondern zum Orientierungspunkt in einem sehr grundsätzlichen humanistischen Schema geworden sei.
Frédéric Jaeger bemerkt in seiner Rezension für Spiegel Online, nicht ganz zufällig wecke Jojo Rabbit bittersüße Erinnerungen an das Holocaust-Märchen Das Leben ist schön von Roberto Benigni, das über zwanzig Jahre zuvor zum Überraschungshit avanciert war: „Waititi ist zweifelsohne der mutigere und eigenwilligere Regisseur. Der Balanceakt seines Films ist umso heikler, weil er sich vorgenommen hat, das Nazikind sympathisch zu zeigen, ihn gar als Antihelden zu inszenieren, ohne den Faschismus satisfaktionsfähig erscheinen zu lassen. Das ‚Anti-Hass‘-Programm dekliniert sich allerdings soweit, dass fast alle Nazis süß, skurril oder liebenswert sind – verirrte Menschen, die nur den Falschen Glauben schenkten.“
Die Filmkritikerin Antje Wessels erklärt, anstatt auf Dämonisierung setze Waititi auf den Unterschwall der Bedrohung und führe den imaginären Hitler-Freund sogar als regelrechten Sympathieträger ein, um eine emotionale Fallhöhe aufzubauen, deren Zweckdienlichkeit sich bereits zuletzt auch Als Hitler das rosa Kaninchen stahl zu eigen machten. So heiter es auf den ersten Blick zugehen mag, so kongenial folge auf einen Schlag die Desillusion, wenn Waititi seinen Film als kinematografisches trojanisches Pferd entlarvt und auf einen radikalen Tonfallwechsel setzt, dass man für einen kurzen Moment das Gefühl habe, den Boden unter den Füßen zu verlieren. Wessels resümiert: „Jojo Rabbit tarnt ein herbes Drama über den Schrecken des Krieges und dessen Auswirkungen als satirische Comedy.“
Wolfgang M. Schmitt vom YouTube-Kanal Filmanalyse bezeichnete Jojo Rabbit als einen der ärgerlichsten Filme des Jahres 2020. Die Behandlung des Themas sei „dämlich“. „Dieser antiintellektuelle Film beweist wieder einmal, dass man mit rührseliger Naivität und pseudoprovokanten Witzchen gar nichts erreicht: weder eine Analyse des Nationalsozialismus, noch einen guten Film.“
Die weltweiten Einnahmen des Films aus Kinovorführungen belaufen sich bei einem Budget von 14 Millionen US-Dollar auf 90,3 Millionen US-Dollar, von denen er allein 33,37 Millionen im nordamerikanischen Raum einspielen konnte. In Deutschland verzeichnet er 249.703 Besucher.

### Einsatz im Schulunterricht
Das Onlineportal kinofenster.de empfiehlt den Film für die Unterrichtsfächer Geschichte, Deutsch, Englisch, Politik, Religion, Ethik und Kunst und bietet Materialien zum Film für den Unterricht. Dort schreibt Philipp Bühler, bei seinem provokanten Experiment könne sich Waititi auf berühmte Vorbilder berufen und nennt Der große Diktator, Sein oder Nichtsein und Frühling für Hitler, deren Macher der Meinung waren, dass man über Adolf Hitler lachen dürfe. Im Geschichts- oder Politikunterricht könnten die Gefahren und Chancen dieses Ansatzes erörtert werden, so Bühler.

### Auszeichnungen (Auswahl)
Bei der anstehenden Oscarverleihung 2020 befand sich der Film in einer Shortlist in der Kategorie Beste Filmmusik. Vom American Film Institute wurde der Film in die Top 10 der besten Filme 2019 aufgenommen. Im Folgenden eine Auswahl weiterer Auszeichnungen und Nominierungen.
AACTA International Awards 2020
- Auszeichnung für das Beste Drehbuch (Taika Waititi)[55]

Art Directors Guild Awards 2020
- Nominierung in der Kategorie Period Film (Ra Vincent)[56]

British Academy Film Awards 2020
- Auszeichnung für das Beste adaptierte Drehbuch (Taika Waititi)
- Nominierung als Beste Nebendarstellerin (Scarlett Johansson)
- Nominierung für die Beste Filmmusik (Michael Giacchino)
- Nominierung für den Besten Schnitt (Tom Eagles)
- Nominierung für das Beste Szenenbild (Ra Vincent & Nora Sopková)
- Nominierung für das Beste Kostümdesign (Mayes C. Rubeo)

Chicago Film Critics Association Awards 2019
- Nominierung als Vielversprechendster Schauspieler (Roman Griffin Davis)
- Nominierung für das Beste adaptierte Drehbuch (Taika Waititi)[57]

Cork Film Festival 2019
- Nominierung für den Publikumspreis (Taika Waititi)[58]

Costume Designers Guild Awards 2020
- Nominierung in der Kategorie Excellence in Period Film (Mayes C. Rubeo)[59]

Critics’ Choice Movie Awards 2020
- Auszeichnung als Bester Jungdarsteller (Roman Griffin Davis)
- Nominierung als Bester Film
- Nominierung als Beste Komödie
- Nominierung als Beste Nebendarstellerin (Scarlett Johansson)
- Nominierung als Beste Jungdarstellerin (Thomasin McKenzie)
- Nominierung als Bester Jungdarsteller (Archie Yates)
- Nominierung für das Beste adaptierte Drehbuch (Taika Waititi)[60][61]

Detroit Film Critics Society Awards 2019
- Nominierung als Bester Film
- Nominierung für die Beste Regie (Taika Waititi)
- Nominierung als Beste Nebendarstellerin (Scarlett Johansson)[62]

Directors Guild of America Awards 2020
- Nominierung für die Beste Spielfilmregie (Taika Waititi)[63]

Eddie Awards 2020
- Auszeichnung in der Kategorie Bester Filmschnitt – Komödie oder Musical (Tom Eagles)[64]

Golden Globe Awards 2020
- Nominierung als Bester Film – Komödie/Musical (Taika Waititi)
- Nominierung als Bester Hauptdarsteller – Komödie/Musical (Roman Griffin Davis)

Grammy Awards 2021
- Auszeichnung als Best Compilation Soundtrack for Visual Media

Golden Reel Awards 2020
- Nominierung in der Kategorie Best Sound Editing: Dialogue and ADR in a Feature Film
- Nominierung in der Kategorie Best Sound Editing: Music Underscore in a Feature Film[65]

Hollywood Critics Association Awards 2020
- Auszeichnung für das Beste adaptierte Drehbuch (Taika Waititi)
- Nominierung als Bester Film
- Nominierung als Bester männlicher Regisseur (Taika Waititi)
- Nominierung für die Beste Schauspielleistung eines Schauspielers unter 23 Jahre (Roman Griffin Davis)
- Nominierung für die Beste Schauspielleistung eines Schauspielers unter 23 Jahre (Thomasin McKenzie)[66]

Hollywood Film Awards 2019
- Auszeichnung für die Beste Kamera (Mihai Mălaimare Junior)
- Auszeichnung für die Beste Ausstattung (Ra Vincen)[67]

Hollywood Music in Media Awards 2019
- Nominierung für die Beste Filmmusik – Spielfilm (Michael Giacchino)[68]

London Critics’ Circle Film Awards 2020
- Nominierung als Bester britischer Nachwuchsdarsteller (Roman Griffin Davis)[69]

National Board of Review Awards 2019
- Aufnahme in die Top-Ten-Filme[70]

Online Film Critics Society Awards 2020
- Nominierung als Bester Film
- Nominierung für das Beste adaptierte Drehbuch (Taika Waititi)[71]

Oscarverleihung 2020
- Nominierung als Bester Film
- Nominierung als Beste Nebendarstellerin (Scarlett Johansson)
- Auszeichnung für das Beste adaptierte Drehbuch (Taika Waititi)
- Nominierung für den Besten Schnitt (Tom Eagles)
- Nominierung für das Beste Szenenbild (Ra Vincent & Nora Sopkova)
- Nominierung für das Beste Kostümdesign (Mayes C. Rubeo)

Producers Guild of America Awards 2020
- Nominierung als Bester Film (Carthew Neal & Taika Waititi)[72]

Satellite Awards 2019
- Nominierung als Bester Hauptdarsteller – Komödie oder Musical (Taika Waititi)
- Nominierung für das Beste adaptierte Drehbuch (Taika Waititi)[73]

Saturn-Award-Verleihung 2021
- Nominierung als Bester internationaler Film
- Nominierung als Bester Nachwuchsschauspieler (Roman Griffin Davis)
- Nominierung für die Beste Ausstattung (Ra Vincent)
- Nominierung für das Beste Kostüm (Mayes C. Rubeo)

Screen Actors Guild Awards 2020
- Nominierung für das Beste Schauspielensemble
- Nominierung als Beste Nebendarstellerin (Scarlett Johansson)

Toronto International Film Festival 2019
- Auszeichnung mit dem People’s Choice Award (Taika Waititi)

USC Scripter Awards 2020
- Nominierung als Beste Adaption (Christine Leunens Caging Skies durch Taika Waititi)[74]

Writers Guild of America Awards 2020
- Auszeichnung für das Beste adaptierte Drehbuch (Taika Waititi)[75]

Zagreb Film Festival 2019
- Auszeichnung als Bester Film mit dem Golden Bicycle in der Sektion Together Again[76][77]